# 금궤요략
금궤요략(金匱要略)은 동한시기의 저명한 의가인 장중경이 저술한 [상한잡병론]의 잡병부문이다. 상한잡병론은 총 16권으로 구성되었는데, 이 중 10권이 상한에 관한 내용이고, 6권이 잡병에 관한 내용이다. 금궤요략은 동한에서 서진 사이의 전란으로 소실되었다가 서진시기에 왕숙화가 다시 수집하고 정리했지만, 상한 10권만 있고 나머지 잡병 부분은 누락되었다. 이후 북송 때 한림학사인 왕주가 한림원에 소장되었던 옛 의서 중에서 금궤옥함요략방을 발견했는데, 이는 모두 3권으로 상권에서는 상한론, 중권에서는 잡병, 하권에서는 방제 및 부인과 이론과 처방을 수록하고 있었지만, 간략본으로 완전하지 못했다. 그 후 임억이 이 간략본 중 상권을 제외한 나머지 중권과 하권을 교정하여 하권의 방제 부분을 중권의 각 증후의 아래 나열하고, 상,중,하 3권으로 편집했다. 여기에 후대 의가들의 량방을 수집하여 각 편의 말미에 중경방과 같이 기재했는데, 이 책이 간략본인 까닭에 금궤략방론이라 명명했고, 후세에서는 이를 금궤요략이라 부르고 있다.